# Pozuelo de Tábara
Pozuelo de Tábara là một đô thị trong tỉnh Zamora, Castile và León, Tây Ban Nha. Theo điều tra dân số 2004 (INE), đô thị này có dân số là 213 người. Although it may have changed by now.